# 失痕玉螺
失痕玉螺（学名：Natica sagittata）为玉螺科玉螺屬下的一个种。